# Melanchra pardoi
Melanchra pardoi là một loài bướm đêm trong họ Noctuidae.